# アンリ・ド・マルル
アンリ・ド・マルル（Henri de Marle, 1362年 - 1397年）は、フランスの貴族、マルルおよびオワジー領主。フランス北東部の諸侯バル公爵家の嗣子であった。

## 生涯
バル公ロベール1世とその妻でフランス王ジャン2世の娘であるマリーの間の長男として生まれ、王家の外孫としてフランス宮廷で育てられた。1380年、従兄のシャルル6世王がランスで戴冠した際に、新王より騎士叙任をうけた。ごく幼い頃にロレーヌ公ジャン1世の娘イザベルと婚約していたものの、彼女は1381年、クシー領主アンゲラン7世の後妻となってしまう。1383年から1388年にかけ、シャルル6世が行ったフラマン人の反乱鎮圧の遠征に参加した。また一方で、痛風に冒された父に代わり、バル公領の摂政を務めた。1383年、許嫁を奪ったクシー領主アンゲラン7世が先妻イザベラ（イングランド王エドワード3世の娘）との間にもうけた長女マリー・ド・クシーと結婚する。妻はマルルとオワジーの所領を持参した。さらにマリーは広大なクシー家領、ソワソン伯領の女子相続人でもあった。
1396年、弟フィリップや義父クシー卿とともに、ブルゴーニュ公爵家の嗣子ヌヴェール伯ジャンの指揮下で、オスマン帝国への十字軍遠征に参加する。同年9月25日のニコポリスの戦いで十字軍は壊滅的な敗北を喫し、アンリは他の係累の人々と一緒に生き延びたものの、トルコ人の捕虜となってしまった。義父クシー卿は軟禁先のブルサで死んだが、アンリ自身は身代金が支払われたおかげで解放された。ところがこの身代金はヴェネツィア共和国政府が立て替えたものであり、ヴェネツィアが肩代わりした身代金を支払うまでは、アンリは法的にはヴェネツィア共和国の担保物件として扱われる羽目になった。さらに、アンリは未だトルコ人の捕虜となっている弟フィリップを解放するための身代金をも調達せねばならなかった。しかし自身と弟の身代金を用立てる間もなく、アンリはペストに罹患してトレヴィーゾで急死した。遺骸はパリのセレスタン修道院に移送、安置された。弟フィリップは解放されることのないまま、翌1398年に獄死した。

## 子女
妻マリーとの間に息子を1人もうけた。
- ロベール（1390年頃 - 1415年） - ソワソン伯、マルル伯